# Garshyamnagar
Garshyamnagar là một thị trấn thống kê (census town) của quận North Twentyfour Parganas thuộc bang Tây Bengal, Ấn Độ.

## Nhân khẩu
Theo điều tra dân số năm 2001 của Ấn Độ, Garshyamnagar có dân số 7354 người. Phái nam chiếm 50% tổng số dân và phái nữ chiếm 50%. Garshyamnagar có tỷ lệ 79% biết đọc biết viết, cao hơn tỷ lệ trung bình toàn quốc là 59,5%: tỷ lệ cho phái nam là 84%, và tỷ lệ cho phái nữ là 75%. Tại Garshyamnagar, 8% dân số nhỏ hơn 6 tuổi.